# Sicherungsvollstreckung
Bei der Sicherungsvollstreckung darf der Gläubiger aus einem nur gegen Sicherheit vorläufig vollstreckbarem Urteil, durch das der Schuldner zur Leistung einer Geldforderung verurteilt worden ist, ohne Sicherheitsleistung insoweit zwangsvollstrecken, als bewegliches Vermögen gepfändet wird oder eine Sicherungshypothek eingetragen wird (§ 720a ZPO). Die Verwertung der gepfändeten Gegenstände oder des Grundstücks darf allerdings erst nach Leistung der Sicherheit oder Eintritt der Rechtskraft des Urteils erfolgen.